# Brännliden
Brännliden är ett naturreservat i Skellefteå kommun i Västerbottens län.
Området är naturskyddat sedan 1997 och är 85 hektar stort. Reservatet omfattar toppen av en höjd och består av urskogsartad barrskog och mindre områden med granskog och sumpskogar.